# Oediceros borealis
Oediceros borealis är en kräftdjursart som beskrevs av Boeck 1871. Oediceros borealis ingår i släktet Oediceros och familjen Oedicerotidae. Inga underarter finns listade i Catalogue of Life.